# Hermann Rentzel (Oberalter, 1576)
Hermann Rentzel (* 1576 in Hamburg; † 19. April 1657 ebenda) war ein deutscher Kaufmann, Hamburger Oberalter und Ratsherr.

## Leben
Als Hamburger Kaufmann und Bürger übernahm Rentzel mehrere Ehrenämter in seiner Heimatstadt. Im Jahr 1626 wurde er Bauhofsbürger, am 10. März 1629 Kriegskommissar, im selben Jahr auch Verwalter des Waisenhauses und am 2. März 1630 zum kaufmännischen Richter an das Niedergericht gewählt. Im Jahr 1631 wurde Rentzel unter die Achtmänner gewählt, am 4. Januar 1632 wurde er Bancobürger an der Hamburger Bank und im selben Jahr in die Deputation der Sechsziger gewählt. Diese Deputation von 60 Bürgern schloss mit dem Rat den Rezess von 1633 ab. Dieser Rezess beinhaltete den Rateid, ein höheres Honorar für die Ratsherren und ein verändertes Verfahren der Ratswahl. Im Jahr 1633 übernahm Rentzel die Verwaltung des Zuchthauses und wurde am 4. März 1633, für den in den Rat gewählten Joachim Twestreng (1587–1647), zum Oberalten im Kirchspiel Sankt Katharinen gewählt. Am 22. Februar 1639, am Tag der Petri Stuhlfeier, wurde Rentzel zum Ratsherrn gewählt. Von 1641 bis 1644 war er als Colonelherr Chef der Hamburger Bürgerwache im Regiment Sankt Michaelis und übernahm im Jahr 1644 die Prätur.
Nachdem in der Fastnachtsflut 1648 der Kirchturm der Hauptkirche Sankt Katharinen zerstört wurde, stiftete Rentzel in seinem Testament der Kirche die noch heute vorhandene vergoldete Krone. Der barocke Kirchturm wurde ab 1657 neu errichtet und 1659 eingeweiht. Ein Porträt von Rentzel befindet sich in der Katharinenkirche.

## Familie
Rentzel war ein Sohn des Ratsherrn Peter Rentzel († 1618) aus dessen Ehe mit Elisabeth Brand, Tochter des Oberalten Joachim Brand († 1574). Oder: Rentzel war ein Sohn des Ratsherrn Peter Rentzel († 1618), 1567 Ratsherr (siehe Buek II, S. 23!) und Elisabeth Brand, Tochter von Johann Brand (und Marg. Tilemann), Sohn von Joachim Brand und Anna Nigele.
Von den Kindern aus seiner Ehe mit Marthe Alvermann wurde Peter (1610–1662) Ratsherr, Hermann (* 1612) Oberalter und die Tochter Anna (* 1614) war mit dem Ratsherrn Lucas von Spreckelsen verheiratet.